# XI. Kónsztantinosz bizánci császár
XI. (Boldog) Kónsztantinosz, olykor XII. Kónsztantinosz, magyarosan XI. Konstantin (görögül: Κωνσταντίνος ΙΑ' Δραγάσης Παλαιολόγος, (Konstantinápoly, 1404. február 9. vagy 1405. február 8. – Konstantinápoly, 1453. május 29.) az utolsó bizánci császár (1449–1453).

## Élete
Kónsztantinosz II. Manuél és Jelena Dragaš szerb hercegnő nyolcadik gyermeke volt a tízből. Gyermekkorát Konstantinápolyban, szülői felügyelet alatt töltötte. 1443-ban Morea deszpotésze (azaz a Peloponnészoszi-félsziget helytartója) lett. Kétszer nősült: először az epiruszi olasz despota lányát, majd annak hirtelen halála után Leszbosz genovai urának gyermekét vette feleségül, azonban ő is meghalt, mielőtt gyermeket szülhetett volna férjének.
Amikor meghalt VIII. Ióannész, trónviszály robbant ki Kónsztantinosz és öccse, Démétriosz között, amelynek eldöntésére II. Murád szultánt kérték fel. Ő 1449-ben Konstantint tette a trónra, aki a bizánci–török kapcsolatok javítása érdekében megpróbálta feleségül venni távoli rokonát, II. Murád özvegyét, de nem járt sikerrel, mert az új szultán, a Hódító melléknévvel felruházott II. Mohamed el akarta foglalni Konstantinápolyt. A császár minden eszközt megragadott, hogy valamiféle katonai segítséget kapjon, ennek érdekében még a katolikus és ortodox egyházak egyesülését is kimondta 1452-ben. Ezzel azonban maga ellen hangolta alattvalóinak többségét. Miniszterét és hadvezérét, Lukasz Notarasz nagyherceget is veszélyesen eltávolította önmagától.
Az ostrom megkezdése előtt II. Mohamed szultán felajánlotta Kónsztantinosznak, hogy zavartalanul uralkodhat Moreában, ő azonban a hősi halált választotta. Az ostrom ellen, a falakon harcolva érte a halál. A győztes törökök napokig lándzsára tűzve hordozták levágott fejét. Később méltó temetést kapott. Egyes ortodoxok szentként tisztelik, noha hivatalosan nem avatták azzá. (Bővebben lásd: Konstantinápoly eleste.)
Bár Konstantinápoly elestével a Bizánci Birodalom megszűnt, a Kr. e. 753-ban alapított Római Birodalom nem ekkor tűnt el végleg. A moreai Münsztra városát és környékét Konstantin fivére, Tamás 1460-ig tartotta, míg a negyedik keresztes hadjárat óta létező Trapezunti Császárságot 1461-ben foglalták el az oszmánok.